# Mitski
Mitski, de son nom complet Mitski Miyawaki (ミツキ・ミヤワキ, née Mitsuki Laycock, le 27 septembre 1990 au Japon), est une autrice-compositrice-interprète américaine de rock indépendant et de rock alternatif. Sa carrière musicale a débuté pendant ses études au conservatoire de musique au Purchase College (State University of New York at Purchase), période durant laquelle Mitski auto-produit ses deux premiers albums : Lush (2012) et Retired from Sad, New Career in Business (en) (2013). En 2014, après l'obtention de son diplôme, elle sort son troisième album, Bury Me at Makeout Creek (en), sur le label Double Double Whammy (en), et qui sera salué par la critique. Son quatrième album, Puberty 2, sorti en 2016, est encore mieux accueilli. Mitski sort en 2018 un cinquième album, Be the Cowboy (en), acclamé par la critique.

## Biographie

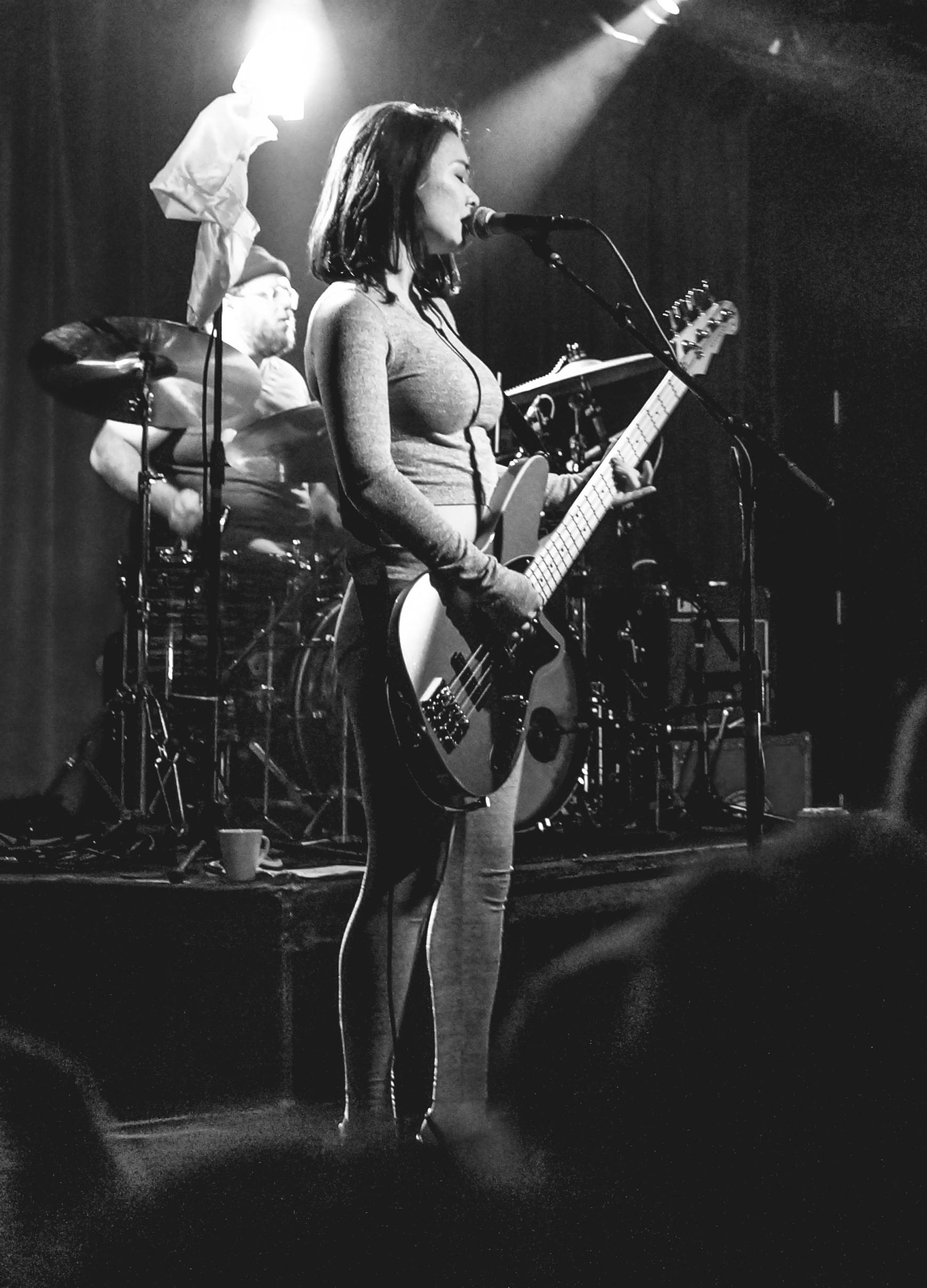
Mitski sur la scène du Paradise Rock Club de Boston en 2016.

Mitski Miyawaki est née le 27 septembre 1990 au Japon, d'un père américain et d'une mère japonaise. Dès le plus jeune âge, elle baigne dans l'univers musical mêlé de folk, musiques du monde (par son père) et de J-Pop des années 70. Le travail de son père, qu'elle préfère ne pas révéler, l'oblige, elle et sa famille, à déménager régulièrement, et ce dans 13 pays, notamment la Turquie, la Chine, la Malaisie, et la République démocratique du Congo, avant de s'installer à New York. Elle y intègre l'université Hunter College pour étudier le cinéma, puis se réoriente vers la musique au conservatoire Purchase College, où elle étudie la composition studio. Durant cette période, elle enregistre et auto-produit ses deux premiers albums au piano : Lush (2012) et Retired from Sad, New Career in Business (en) (2013), en tant que projets d'étude. Elle obtient son diplôme en 2014 et entame alors l'écriture de son troisième album, Bury Me at Makeout Creek (en), qu'elle sort le 11 novembre 2014, via Double Double Whammy (en). Cet album signe un nouveau départ musical pour Mitski, s'éloignant des compositions orchestrales et du piano, au profit de guitares aux textures brute et impulsive. Celui-ci reçoit plusieurs critiques positives,.
Le 22 décembre 2015, Mitski signe sur le label Dead Oceans et sort son quatrième album, Puberty 2 (en), l'année suivante,.
Mitski sort le 17 août 2018 un cinquième album, Be the Cowboy (en), toujours chez Dead Oceans, acclamé par la critique,,.

## Discographie

### Albums studio
- 2012 : Lush (autoproduction)
- 2013 : Retired from Sad, New Career in Business (autoproduction)
- 2014 : Bury Me at Makeout Creek (Double Double Whammy/Don Giovanni Records)
- 2016 : Puberty 2 (Dead Oceans)
- 2018 : Be the Cowboy (Dead Oceans)
- 2022 : Laurel Hell (Dead Oceans)
- 2023 : The Land is Inhospitable and So Are We (Dead Oceans)